# Saint-Frézal-d'Albuges
 Saint-Frézal-d'Albuges  es una población y comuna francesa, situada en la región de Languedoc-Rosellón, departamento de Lozère, en el distrito de Mende y cantón de Le Bleymard.

## Demografía
| 103 | 92 | 79 | 62 | 56 | 42 |
| Para los censos de 1962 a 1999 la población legal corresponde a la población sin duplicidades (Fuente: INSEE [Consultar]) |    |    |    |    |    |